# 뻐꾸기 커플
《뻐꾸기 커플》(일본어: カッコウの許嫁 갓코우노 이나즈케[*])은 요시카와 미키가 지은 일본의 만화다. 《주간 소년 매거진》(코단샤)에서 2019년 43호에 단편 게재 후, 독자 앙케이트 결과 같은 잡지에서 2020년 9호부터 연재를 개시했다.
저자에게 있어서 《건달군과 안경양》, 《야마다와 7명의 마녀》에 이어지는 연재 작품이다.
'다음에 올 만화대상 2020 코믹스 부문'에서 노미네이트되어 14위에 입상했다.
제1권 발매를 기념해 PV가 제작되었다. 성우 우치다 마아야와 우치다 유마가 기용되어 메인 캐릭터 4명의 목소리를 연기했다.

## 줄거리
평범한 중산층인 우미노가와 호텔왕인 아마노가의 자식이 병원에서 우연히 뒤바뀌어지는 '운명의 사고'가 벌어진다. 그로 인해 우미노 나기, 아마노 에리카는 원래 자랐어야 환경과 가정을 서로 뒤바꾼 채 16년 동안을 성장하게 된다.
뒤늦게 서로의 자식들이 뒤바뀌어졌다는 것을 알게 된 양가의 부모들은 합의 끝에, 둘을 결혼시킴으로써 이전과 같이 계속 가족으로 있을 수 있게 하려 한다. 그러나 우미노 나기에게는 마음 속에 좋아하는 상대가 이미 있는데, 그건 바로 학년 1위인 세가와 히로. 히로의 이상형은 자신보다 머리가 좋은 사람이기 때문에 만년 2위인 나기는 기필코 학년 1위를 차지하고 히로에게 고백하겠다는 장대한 계획을 가지고 있다.
우미노 나기, 아마노 에리카, 세가와 히로 이 3명 간의 러브 코미디가 시작된다. 한편, 나기가 자신의 친오빠가 아니란 걸 알게 된 여동생 우마노 사치가 이상한 반응을 보이기 시작하는데...

## 등장인물
성우는 별도의 표기가 없으면 TV 애니메이션판의 성우
우미노 나기(海野 凪)
성우 - 우치다 유마 (PV), 이시카와 카이토(애니), 시마다 아이노(애니, 어린 시절)
본작의 주인공. 사립 메구로가와 학원 2학년. 혈액형 A형. 키 171cm.
호텔 재벌의 친아들이지만 출생 후 혼란으로 인해 다른 가족에서 자랐다. 같은 반 친구인 세가와 히로를 짝사랑하고 있으며, 학교 순위에서 그녀를 이기면 고백을 하려고 한다.
아마노 에리카(天野 エリカ)
성우 -  우치다 마아야 (PV), 키토 아카리(애니)
본작의 메인 히로인. 나기의 약혼자. 사립 메구로가와 학원 2학년. 혈액형 AB형. 키 160cm. 취미는 SNS와 코스프레.
나기를 키운 집안의 친딸인 인기 인스타그램 스타. 공원에서 비디오를 찍다가 나기를 처음 만나고, 정략결혼에서 벗어나기 위해 남자친구인 척 하게 한다. 그러나 그녀는 부모님이 그녀를 나기와 약혼하고 한 집에서 함께 살도록 주선했다는 사실을 몰랐다. 에리카의 학교는 에리카가 나기와 함께 찍은 사진을 발견한 후 강제로 나기의 학교로 전학을 가게 된다. 에리카는 찾던 누군가에게 다가가기 위해 인스타그램 계정을 시작하기로 결정했다.
세가와 히로(瀬川 ひろ)
성우 - 토야마 나오
본작의 히로인 중 한 명. 사립 메구로가와 학원 2학년. 혈액형 O형. 키 162cm. 취미는 고슈인 수집.
나기의 동급생으로 학년 1위. 신사에 살면서 무녀로도 일한다. 나중에 에리카와 친구가 된다. 나중에 세가와 히로가 다른 사람과 약혼한 것으로 밝혀진다. 나중에 나기에 대한 감정을 키워왔다고 암시된다.
우미노 사치(海野 幸)
성우 - 코하라 코노미
본작의 히로인 중 한 명. 나기의 여동생. 생일은 9월 3일. 혈액형 B형. 키 156cm. 좋아하는 것은 수박바.
나기의 가족관계상 동생이자 에리카의 혈연적인 동생. 나기가 자신을 떠날까 두려워 나중에 집을 나와 나기와 에리카가 머물고 있는 집으로 이사한다. 중학교를 졸업하고 나기와 에리카의 학교에 입학하는 것을 목표로 하고 있다. 나기와 혈연이 아니라는 것을 알게 된 후 성장한 나기에게 감정을 가지고 있다.
모치즈키 아이(望月 あい)
성우 - 요미야 히나
어릴 적 아버지의 일 때문에 중국으로 건너갔다가 나기를 위해 일본으로 돌아온 나기의 소꿉친구. 또한 인기있는 온라인 가수다. 어린 시절부터 나기의 사진으로 방을 장식할 정도로 나기를 사랑했다.
우미노 요헤이(海野 洋平)
성우 - 키무라 료헤이
나기의 양아버지. 에리카와 사치의 친아버지. 아내 나미에와 함께 식당을 운영하고 있다.
우미노 나미에(海野 奈美恵)
성우 - 히카사 요코
나기의 양어머니. 에리카와 사치의 친어머니. 남편 요헤이와 함께 식당을 운영하고 있다.
아마노 소이치로(天野 宗一郎)
성우 - 모리카와 토시유키
에리카의 양아버지. 나기의 친아버지. 호텔 체인의 소유자다.
아마노 리츠코(天野 律子)
성우 - 아루가 유키코
에리카의 양어머니. 나기의 친어머니. 텔레비전 프로듀서로 일하고 있다.
아마노 소스케(天野 宗助)
성우 - 시마다 아이노(어린 시절)
나기의 친형이자 에리카의 비혈연 오빠. 외모는 나기와 완전히 닮았다.
세가와 아사미(瀬川 あさみ)
성우 - 와타나베 미사키
히로의 어머니. 나기를 경계한다.
아스마 시온(遊馬 シオン)
성우 - 마츠오카 요시츠구
에리카에게 연심을 품고있는 남학생. 소풍 때 나기와 에리카와 히로의 조에 들어왔다.
시바타(柴田)
성우 - 스즈키 유토
이른바 인기 없는 인물. 자신은 에리카의 팬이라고 단언하지만, 그저 스토커. 매번, 나기에게 두들겨 맞고, 쫓겨나고 있다.

## 서지 정보
- 요시카와 미키 《뻐꾸기 커플》 코단샤 〈코단샤 코믹스〉
  1. 2020년 5월 15일 발매[9], ISBN 978-4-06-519380-8
  2. 2020년 7월 17일 발매[10], ISBN 978-4-06-520108-4
  3. 2020년 9월 17일 발매[11], ISBN 978-4-06-520597-6
  4. 2020년 11월 17일 발매[12], ISBN 978-4-06-521254-7
  5. 2021년 1월 15일 발매[13], ISBN 978-4-06-521642-2
  6. 2021년 4월 16일 발매[14], ISBN 978-4-06-522522-6
  7. 2021년 7월 16일 발매[15], ISBN 978-4-06-523580-5
  8. 2021년 9월 17일 발매[16], ISBN 978-4-06-524837-9
  9. 2021년 11월 17일 발매[17], ISBN 978-4-06-526000-5
  10. 2022년 1월 17일 발매[18], ISBN 978-4-06-526602-1
  11. 2022년 3월 17일 발매[19], ISBN 978-4-06-527283-1
  12. 2022년 5월 17일 발매[20], ISBN 978-4-06-527918-2
  13. 2022년 7월 15일 발매[21], ISBN 978-4-06-528431-5
  14. 2022년 10월 17일 발매[22], ISBN 978-4-06-529488-8
  15. 2022년 12월 16일 발매[23], ISBN 978-4-06-529937-1
    - 우미노 사치 미니 사진집 《キミに幸あれ》 포함 특장판 같은 날 발매[24], ISBN 978-4-06-530085-5

  16. 2023년 3월 16일 발매[25], ISBN 978-4-06-530628-4
  17. 2023년 5월 17일 발매[26], ISBN 978-4-06-531584-2
  18. 2023년 8월 17일 발매[27], ISBN 978-4-06-532608-4
  19. 2023년 10월 17일 발매[28], ISBN 978-4-06-533151-4
  20. 2023년 12월 15일 발매[29], ISBN 978-4-06-533885-8
    - 세가와 히로 컬렉션 《히로코레》 포함 특장판付き特装版 같은 날 발매[30], ISBN 978-4-06-533942-8

## TV 애니메이션
2021년 4월 6일(4월 6일은 나기와 에리카의 생일)에 신에이 동화와 SynergySP 제작으로 TV 애니메이션이 2022년에 방송한다고 발표되었다. 2022년 4월부터 10월까지 TV 아사히 계열 NUMAnimation에서 제1기가 연속 2쿨로 방송되었다.
제2기는 2025년 7월부터 TOKYO MX 등에서 방송 중이다.

### 스태프
|                     | 제1기                                       | 제2기                                           |
| ------------------- | ------------------------------------------- | ----------------------------------------------- |
| 원작                | 요시카와 미키                               | 요시카와 미키                                   |
| 총감독              | 아카기 히로아키                             | 빈칸                                            |
| 감독                | 시라하타 요시유키                           | 히시다 마사카즈                                 |
| 시리즈 구성         | 나카니시 야스히로                           | 아오바 조                                       |
| 캐릭터 디자인       | 타카노 아야                                 | 치카 쿄코                                       |
| 서브 캐릭터 디자인  | 시마자키 토모미                             | 모리 사치코                                     |
| 프롭 디자인         | 콘노 코이치                                 | 와타나베 코지                                   |
| 색채 설계           | 야마가미 아이코                             | 하세가와 미호                                   |
| 미술 감독           | 마츠모토 히로키                             | 하야시 류타                                     |
| 미술 설정           | 히라기 미키야                               | 와카미야 슈코 사이토 유카                       |
| 촬영 감독           | 에토 히데키 하마오 시게미츠                 | 카이누마 호시노                                 |
| CG 감독             | 칸바야시 노리카즈                           | 빈칸                                            |
| 편집                | 히다 아야                                   | 야마다 키요미                                   |
| 음향 감독           | 오누마 노리요시                             | 오누마 노리요시                                 |
| 음악                | 이시즈카 레이                               | 이시즈카 레이                                   |
| 음악 제작           | 이매진                                      | 이매진                                          |
| 프로듀서            | 타치바나 츠토무 쿠로스 노부히코             | 타치바나 츠토무 쿠로스 노부히코                 |
| 프로듀서            | 타카하시 노부아키 모리 유키 아라키 모토미치 | 야마모토 슈헤이 나카무라 토오루 미야지마 코헤이 |
| 애니메이션 프로듀서 | 사쿠라이 요스케 미우라 슌이치로             | 오토카와 마사시                                 |
| 애니메이션 제작     | 신에이 동화, SynergySP                      | 오쿠루토 노보루                                 |
| 제작                | 뻐구리 커플 제작위원회                      | 뻐구리 커플 제작위원회 2                        |

### 주제가
울퉁불퉁(凸凹)
요시오카 키요에가 부른 제1기 제1쿨 오프닝 테마. 작사·작곡은 나가야 하루코, 편곡은 이타이 나오키, 녹황색사회.
사각 운명(四角運命)
삼월의 판타시아가 부른 제1기 제1쿨 엔딩 테마. 작사는 미아, 작곡·편곡은 카타야마 쇼타.
Glitter
sumika가 부른 제1기 제2쿨 오프닝 테마. 작사·작곡은 카타오카 켄타, 편곡은 sumika.
HELLO HELLO HELLO
아오이 에이르가 부른 제1기 제2쿨 엔딩 테마. 작사는 Eir, 야마모토 레이지, 작곡은 야먀모토 레이지, 편곡은 야마다 류헤이.
네가 준 것(君がくれたもの)
asmi에 의한 제2기 오프닝 테마. 작사·작곡은 asmi, 편곡은 Taro Ishida.
당신이 아니면 안 돼(あなたでなくちゃ)
22/7에 의한 제2기 엔딩 테마. 작사는 아키모토 야스시, 작곡·편곡은 나카야마 쇼고.
누전(漏電)
모치즈키 아이(요미야 히나)에 의한 제2기 제4화 삽입곡. 작사는 마이크 스기야마, 작곡·편곡은 이시즈카 레이.

### 에피소드 목록
| 화수      | 제목                                                                              | 각본              | 그림 콘티         | 연출                              | 작화 감독 | 총작화 감독                                                 | 방송일          |
| 제1기     | 제1기                                                                             | 제1기             | 제1기             | 제1기                             | 제1기 | 제1기                                                       | 제1기           |
| --------- | --------------------------------------------------------------------------------- | ----------------- | ----------------- | --------------------------------- | --- | ----------------------------------------------------------- | --------------- |
| 1 마리째  | 私の彼氏になりなさいよ! 내 남친 좀 해줘!                                          | 나카니시 야스히로 | 시라하타 요시유키 | 시라하타 요시유키                 | 타키모토 켄지 시마자키 토모미 타키자와 마유 林 子皓 | 마키타 카즈아키 MengSu Tsai                                 | 2022년 4월 24일 |
| 2 마리째  | 結婚ならしないわよ? 결혼이라면 안 할 거야                                         | 나카니시 야스히로 | 스기시마 쿠니히사 | 누마야마 마유                     | 오오마메 카즈히로 | 하기와라 쇼코 와타나베 마유미                               | 5월 1일         |
| 3 마리째  | 絶対に負けないから‼‼ 절대 지지 않을 거야!!!!                                      | 나카니시 야스히로 | 나가오카 요시타카 | 나가오카 요시타카                 | 콘노 코이치 에자키 미노루 오자와 카즈노리 趙 小川 王敏 陳 玲玲 姜 海華 원 오더                                                                               | 하기와라 쇼코 와타나베 마유미                               | 5월 8일         |
| 4 마리째  | 俺と付き合ってくれますか…? 나랑 사귀어 줄래요…?                                   | 나카니시 야스히로 | 이타이 히로키     | 사이토 슈지                       | 와타나베 마유미 鄭 叡興 林子酷 신야 쿠로사키 치에미 | 와타나베 마유미 鄭 叡興                                     | 5월 15일        |
| 5 마리째  | 一緒に朝活できるかな…? 아침마다 같이 공부해도 될까…?                              | 나카니시 야스히로 | 요시카와 히로아키 | 쿠마노 치히로                     | 네즈 소지 | 타나베 켄지                                                 | 5월 22일        |
| 6 마리째  | 一人で住んでるんだよね? 혼자 산다고 하지 않았어?                                  | 나카니시 야스히로 | 시라하타 요시유키 | 시라하타 요시유키                 | 마키타 카즈아키 MengSu Tsai 시마자키 토모미 타키모토 켄지 쿠로사키 치에미 타키자와 마유 趙 小川 王 敏 陳 玲玲                                                | 마키타 카즈아키 MengSu Tsai                                 | 5월 29일        |
| 7 마리째  | 運命、変わっちゃうのかな? 운명, 변하는 걸까?                                      | 나카니시 야스히로 | 오쿠무라 요시아키 | 마키 마리나                       | 송현주 이예승 조원하 | 와타나베 마유미 하기와라 쇼코 마키타 카즈아키               | 6월 5일         |
| 8마리째   | このまま結婚しちゃうの? 이대로 결혼해 버리는거야?                                 | 나카니시 야스히로 | 나가오카 요시타카 | 나가오카 요시타카                 | 콘노 코이치 에자키 미노루 趙 小川 王敏 陳 玲玲 | 하기와라 쇼코 아라마키 소노미 와타나베 마유미 타키모토 켄지 | 6월 12일        |
| 9 마리째  | 黒潮が俺を読んでいるぜ…!! 흑조가 날 부르는군…?                                    | 나카니시 야스히로 | 스기시마 쿠니히사 | 스즈키 타카토시                   | 鄭叡興 林子皓 신야 無錫櫻花卡通有限公司 원오더 | 와타나베 마유미 하기와라 쇼코 마키타 카즈아키 MengSu Tsai   | 6월 19일        |
| 10 마리째 | 妹扱いしないでよ 여동생 취급하지 마                                               | 나카니시 야스히로 | 니시다 켄이치     | 쿠마노 치히로                     | 네즈 소지 | 타나베 켄지                                                 | 6월 26일        |
| 11 마리째 | 無かったことになんて出来ないよ 어떻게 없었던 일로 하라는 거야                     | 나카니시 야스히로 | 하토리 준         | 사이토 슈지                       | 시마자키 토모미 콘노 코이치 타키모토 켄지 요시다 하지메 후타후사 FEI HUNG 何 映潭 키나나 李 春桃                                                             | 마키타 카즈아키 MengSu Tsai                                 | 7월 3일         |
| 12 마리째 | 好きじゃない、まだ 좋아하지 않아, 아직                                            | 나카니시 야스히로 | 스기시마 쿠니히사 | 누마야마 마유                     | 오오마메 카즈히로 | 와타나베 마유미 하기와라 쇼코 마키타 카즈아키               | 7월 10일        |
| 13 마리째 | なかなかうまくいかないねぇ 생각보다 잘 안 되네                                    | 나카니시 야스히로 | 오쿠무라 요시아키 | 나가오카 요시타카                 | 콘노 코이치 후타후사 후쿠시마 토요아키 래드플러스 無錫櫻花卡通有限公司 何映潭 ToJ 李春桃                                                                     | 마키타 카즈아키 MengSu Tsai 하기와라 쇼코 와타나베 마유미   | 7월 24일        |
| 14 마리째 | 壁は超えるためにある!! 벽은 넘기 위해 존재한다                                    | 나카니시 야스히로 | 나오야 타카시     | 스즈키 타카토시                   | 林子皓 신야 후쿠시마 토요아키 오오노 츠토무 趙小川 王敏 陳玲玲 姜海華 何映潭 毕紫强 李春桃                                                                   | 하기와라 쇼코 마키타 카즈아키 와타나베 마유미 타키모토 켄지 | 7월 31일        |
| 15 마리째 | 言うしかない、俺たちの秘密…! 우리의 비밀을 말할 수밖에 없어...!                   | 나카니시 야스히로 | 오쿠무라 요시아키 | 마에조노 후미오                   | 오노 히로미 | 마키타 카즈아키 MengSu Tsai 하기와라 쇼코 와타나베 마유미   | 8월 7일         |
| 16 마리째 | 今の会話がしたいんです 지금 얘길 하고 싶어요                                      | 나카니시 야스히로 | 아라이 노부요시   | 아라이 노부요시                   | 시마자키 토모미 요시다 하지메 趙小川 王敏 陳玲玲 姜海華 何映潭 FEI HUNG ToJ 李春桃                                                                           | 하기와라 쇼코 마키타 카즈아키 와타나베 마유미 MengSu Tsai   | 8월 14일        |
| 17 마리째 | なにが起きてもおかしくないのでは!!? 무슨 일이 생겨도 이상하지 않은 상황 아닌가!!? | 나카니시 야스히로 | 나가누마 노리히로 | 오쿠무라 요시아키                 | 콘노 코이치 타키모토 켄지 후타후사 오오노 츠토무 趙小川 王敏 陳玲玲                                                                                          | 하기와라 쇼코 마키타 카즈아키 와타나베 마유미 MengSu Tsai   | 8월 21일        |
| 18 마리째 | その人は誰…? 그 사람은 누구야...?                                                 | 나카니시 야스히로 | 니시다 켄이치     | 사이토 슈지                       | 林子皓 쿠로사키 치에미 何映潭 ToJ 키나나 KHATA 스튜디오 그램 원오더                                                                                          | 하기와라 쇼코 마키타 카즈아키 와타나베 마유미 MengSu Tsai   | 8월 28일        |
| 19 마리째 | もう気づいているんだよね…? 이미 눈치챈 거지...?                                   | 나카니시 야스히로 | 스기시마 쿠니히사 | 사사키 신야                       | 한승희 사카이 KEI 김원희 無錫櫻花卡通有限公司 | 마키타 카즈아키 MengSu Tsai 하기와라 쇼코 와타나베 마유미   | 9월 4일         |
| 20 마리째 | 早く大人になりたーい!!!! 빨리 어른 되고 싶다!!!!                                  | 나카니시 야스히로 | 오쿠무라 요시아키 | 마에조노 후미오                   | 히오키 마사시 나가사카 아야코 于庚鑫 魏蓮 趙殷璟 | MengSu Tsai 하기와라 쇼코 와타나베 마유미 마키타 카즈아키   | 9월 11일        |
| 21 마리째 | 私と凪くんだけの秘密じゃん 나랑 나기 군만의 비밀이잖아                            | 나카니시 야스히로 | 니시다 켄이치     | 스즈키 타카토시                   | 林子皓 시마자키 토모미 요시다 하지메 후쿠시마 토요아키 何映潭 ToJ 無錫櫻花卡通有限公司                                                                       | MengSu Tsai 하기와라 쇼코 와타나베 마유미 마키타 카즈아키   | 9월 18일        |
| 22 마리째 | 会う時は俺も一緒だ 만날 땐 나도 같이 만날 거야                                    | 나카니시 야스히로 | 스기시마 쿠니히사 | 오쿠무라 요시아키                 | 타키모토 켄지 콘노 코이치 후타후사 오오노 츠토무 何映潭 ToJ 程方舟 야마무라 토시유키                                                                         | 하기와라 쇼코 마키타 카즈아키 와타나베 마유미 MengSu Tsai   | 9월 25일        |
| 23 마리째 | これからどうしよっか 이제 어쩌지                                                  | 나카니시 야스히로 | 마츠이 히토유키   | 야마우치 토미오                   | 사카이 KEI 핫토리 켄지 한승희 마카베 토모유키 마츠이 요시히코 Ani-G                                                                                          | 하기와라 쇼코 와타나베 마유미 마키타 카즈아키 와다 카오루   | 10월 2일        |
| 24 마리째 | 二人が幸せならそれが一番じゃん 두 사람의 행복이 제일 중요한데 말이야              | 나카니시 야스히로 | 시라하타 요시유키 | 쿠마노 치히로                     | 콘노 코이치 林子皓 후쿠시마 토요아키 타키모토 켄지 요시다 하지메 후타후사 시마자키 치에미 何映潭 ToJ                                                         | 하기와라 쇼코 와타나베 마유미 마키타 카즈아키 MengSu Tsai   | 10월 2일        |
| 제2기     |                                                                                   |                   |                   |                                   | |                                                             |                 |
| 1 마리째  | 海野君の初恋相手は誰ですか? 우미노의 첫사랑은 누구인가요?                         | 아오바 조         | 히시다 마사카즈   | 히시다 마사카즈                   | 시미즈 카츠유키 키타지마 유키 에바라 사유리 와타나베 코지 야마시타 키요미 후타후사 오오노 츠토무 拾月動画                                                    | 치카 쿄코 모리 사치코                                       | 2025년 7월 8일  |
| 2 마리째  | お兄に告白されてたよね…? 오빠한테 고백받았었지...?                                | 아오바 조         | 이와사키 유키     | 이와사키 유키                     | 시미즈 카츠유키 키타지마 유키 후타후사 七霊石 拾月動画 CHEN JIAXING LI SHAOCHAUN ZENG SHAN Sun Zhenliang Luo Zhan Mao Gooban Tai Shang Wang Yu Liu Longsheng | 치카 쿄코 모리 사치코                                       | 7월 15일        |
| 3 마리째  | それを100倍にした感じかな 그게 100배가 된 느낌이랄까                              | 아오바 조         | 우에하라 히데아키 | 우에하라 히데아키                 | 와타나베 코지 야마시타 키요미 에바라 사유리 拾月動画 LI XU QU XIN TONG LIU RUI LIU SHAUNG ZHANG YING XING SHU YAN QI QI HU SHENG HUANG CHEN WEI              | 치카 쿄코 사키모토 사유리                                   | 7월 22일        |
| 4 마리째  | みなさんおそろいで 다 같이 모여서                                                 | 아오바 조         | 사카모토 히로카즈 | 사카모토 히로카즈 히시다 마사카즈 | 오오노 츠토무 시미즈 카츠유키 모리 사치코 reboot Studio Bus 拾月動画                                                                                         | 치카 쿄코 사키모토 사유리                                   | 7월 29일        |

| TV 아사히 계열 NUMAnimation | TV 아사히 계열 NUMAnimation | TV 아사히 계열 NUMAnimation |
| 이전 작품                   | 작품명                      | 다음 작품                   |
| --------------------------- | --------------------------- | --------------------------- |
| 리맨즈 클럽                 | 뻐꾸기 커플(제1기)          | 블루 록(제1기)              |